# 歐西瑞安
在托爾金（J. R. R. Tolkien）小說的中土大陸裡，歐西瑞安（Ossiriand）是貝爾蘭（Beleriand）東部的一個地區。
歐西瑞安是指七河之地（Land of Seven Rivers），位於第一紀元的貝爾蘭極東處，伊瑞德隆（Ered Luin）和蓋林河（Gelion）之間。
歐西瑞安的七條河流，從北到南分別是：
1. 蓋林河（Gelion）
2. 阿斯卡河（Ascar）
3. 沙羅斯河（Thalos）
4. 萊戈林河（Legolin）
5. 布雷爾舍河（Brilthor）
6. 杜伊爾溫河（Duilwen）
7. 阿杜蘭特河（Adurant）

沿阿斯卡河的北岸可通往諾格羅德（Nogrod）。

## 地理歷史
歐西瑞安是青葱及長滿森林的地區，辛達族（Sindar）精靈並沒有殖居於歐西瑞安。第一紀元初，在月亮被創造之前，有一部分的帖勒瑞族精靈，稱為南多精靈（Nandor），在首領迪耐瑟（Denethor）的帶領下，進入了歐西瑞安，在得到埃盧·庭葛（Elu Thingol）的允許下，居住在歐西瑞安。
此後，該地亦被稱為林頓（Lindon）。南多精靈依然使用帖勒瑞族這名字。他們即是著名的綠精靈（Green Elves）。
迪耐瑟被半獸人所殺後，他們沒有再挑選領袖，許多移居至多瑞亞斯（Doriath）。
歐西瑞安以北是薩吉理安（Thargelion），阿杜蘭特河以南在其後是活死人之地Land of the Dead that Live，那裡是露西安（Lúthien）和貝倫（Beren）居住之地。
歐西瑞安是貝爾蘭唯一沒有在憤怒之戰（War of Wrath）中陸沉，但貝烈蓋爾海（Belegaer）入侵了阿斯卡河河床，形成半月海灣（Gulf of Lune）。在第二紀元和第三紀元，歐西瑞安和薩吉理安的舊地稱為林頓，由吉爾加拉德（Gil-galad）和瑟丹（Círdan）統治。